# Jacob Frederick Schoellkopf, Jr.

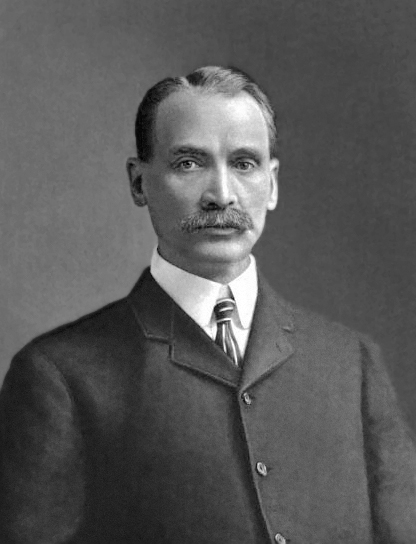
Jacob Frederick Schoellkopf, Jr. (1908)

Jacob Frederick Schoellkopf, Jr. (auch Jacob Frederick Schoellkopf II.; * 27. Februar 1858 in Buffalo; † 9. September 1942 ebenda) war ein US-amerikanischer Chemiker und Unternehmer. Er war ein Pionier der amerikanischen Teerfarben-Industrie und maßgeblich für den Ausbau der Wasserkraftwerke der Niagara-Fälle.

## Leben
Jacob Frederick Schoellkopf, Jr., wurde als dritter Sohn der deutschen Auswanderer Jakob Friedrich Schöllkopf (1819–1899) und Christine Sophie Schöllkopf geb. Dürr geboren. Der Vater war 1841 in die USA ausgewandert, nachdem er noch in Deutschland das Gerber-Handwerk erlernt hatte. Hier stieg er zu einem bedeutenden Lederfabrikanten und Mühlenbetreiber auf und erlangte weltweiten Ruf durch die Errichtung der Niagara Falls Hydraulic Power and Manufacturing Company zur Nutzung der Wasserkraft der Niagara-Fälle auf der amerikanischen Seite.
Nach Privatunterricht und zuletzt parallelem Besuch des St. Joseph’s College in Buffalo ging Jacob Frederick Jr. 1873 fünfzehnjährig für sieben Jahre nach Deutschland, um in München und Stuttgart Chemie zu studieren. In Stuttgart schloss er sich dem Corps Stauffia an. 1879 kehrte er nach dem mit Auszeichnung abgelegten Diplom-Examen in die USA zurück.
In Buffalo trat er in die 1879 von seinem Vater gegründete Schoellkopf Aniline and Chemical Company ein und erbaute eine chemische Fabrik zur Herstellung von Anilin-Farbstoffen. In den 1880er Jahren baute er ein Zweigwerk in New York City und 1893 in Philadelphia. 1900 wurden diese drei Werke in der mit über 3 Millionen US-$ Kapital ausgestatteten Schöllkopf, Hartford & Hanna Co. vereint, zu deren President Schoellkopf gewählt wurde. 1917 ging das Unternehmen durch Zusammenschluss mit den Beckers Aniline and Chemical Works, Brooklyn, und der Benzol Products Company zusammen mit Teilbereichen der Semet-Solvay, der Barrett Company und der General Chemical company in der mit 17 Millionen US-$ Kapital ausgestatteten National Aniline and Chemical Company Inc. auf, deren President er wurde. 1918 trat er von dem Vorsitz zurück, blieb aber weiterhin Mitglied des Verwaltungsrates und Anteilseigner. Nach dem Tode seines Vaters im Jahre 1899 war er als Vice-President und Director der Niagara Falls Hydraulic Power and Manufacturing Company maßgeblich am Ausbau der Wasserkraftwerke der Niagara-Fälle beteiligt. Hatte sein Vater die Wasserkraftaktivitäten im Jahre 1877 mit 77.000 US-$ Startkapital begonnen, betrug der Wert im Jahre 1992 216 Millionen US-$. Die Errichtung der Wasserkraftwerke an den Niagara-Fällen waren von entscheidender Bedeutung für die Stromversorgung der benachbarten Städte und Gemeinden sowie der Industrieunternehmen der Region und damit der wirtschaftlichen Entwicklung des Staates New York.
Darüber hinaus war Jacob Frederick Schoellkopf, Jr., President der American Magnesia Co., President der Contact Process Company, Vice-President der Commonwealth Trust Company, Buffalo, Vice-President der Central National Bank, Buffalo, Director der Columbia National Bank, Director der Security Safe Deposit Company, Director der Cliff Paper Company, Niagara Falls und Director der International Hotel Co.
Weiterhin war Jacob Frederick Schoellkopf, Jr., in zahlreichen politischen, kulturellen und wohltätigen Einrichtungen engagiert. So war er Mitglied der Republikanischen Partei, der Buffalo Historical Society, der National Geographical Society of Washington, District of Columbia, und der American Society of Political and Social Science. Er gehörte dem Buffalo Orphans Club an und diente dem Buffalo General Hospital über Jahre als Treuhänder. Er heiratete 1882 Wilma Spring aus Stuttgart, mit der er einen Sohn, Jacob Frederick III, und zwei Töchter hatte.